# 김제중학교
김제중학교(金堤中學校)는 대한민국 전북특별자치도 김제시 신풍동에 있는 공립 중학교이다.

## 학교 연혁
- 1947년 9월 25일 : 김제 제일중학원 개원
- 1947년 11월 29일 : 김제중학교 인가
- 1971년 1월 25일 : 27학급으로 학급 증설 인가
- 2022년 3월 1일 : 남녀공학 전환
- 2023년 3월 1일 : 제26대 김윤경 교장 부임
- 2024년 1월 4일 : 제75회 졸업생 54명(계 16,081명)

## 참고 자료
- 김제중학교 - 한국교육학술정보원 학교알리미